# Carbonero de Ahusín
Carbonero de Ahusín es una localidad, constituida como entidad local menor, perteneciente del municipio de Armuña, en la provincia de Segovia, comunidad autónoma de Castilla y León, España. Situada a una distancia de 12 km de la capital segoviana, en 2020 contaba con 97 habitantes.

## Geografía

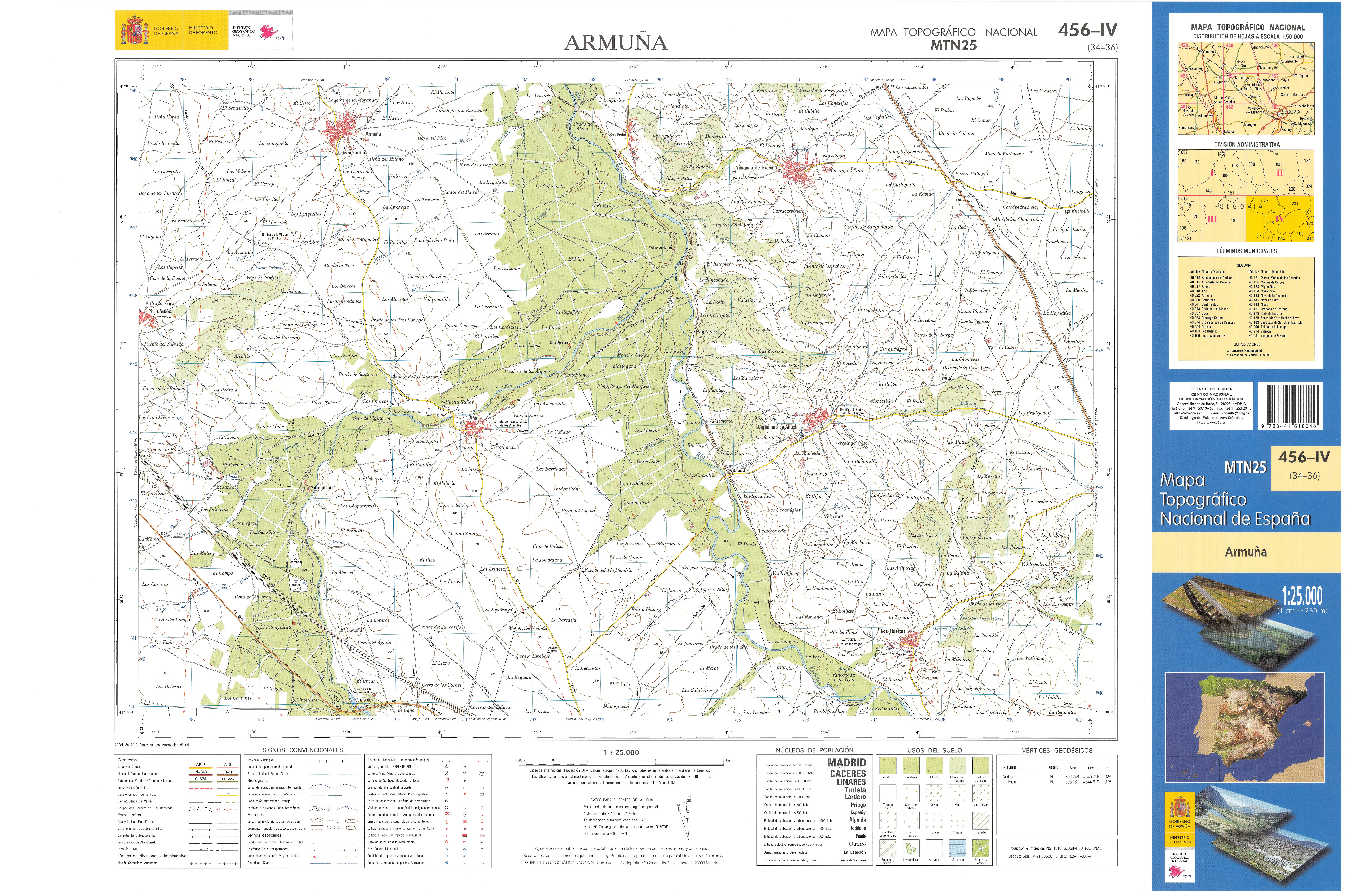
Fragmento de la hoja 431 del Mapa Topográfico Nacional de España de 2010 en el que se representa parte de Carbonero de Ahusín

Situada en las cercanías del río Moros, está atravesada por la carretera vecinal SG-V-3312 que conecta en un límite con la carretera SG-V-3312 (Bernardos-CL-605) y por otro con Roda de Eresma, una carretera de acceso a Los Huertos y la A-601 (Segovia-Valladolid).
| Noroeste: Añe                                                 | Norte: Yanguas de Eresma    | Noreste: Cantimpalos                 |
| Oeste: Añe, Garcillán                                         |                             | Este: Roda de Eresma, Cantimpalos    |
| Suroeste: Garcillán                                           | Sur: Garcillán, Los Huertos | Sureste: Los Huertos, Roda de Eresma |
| ----Mapa interactivo — Carbonero de Ahusín y su término local |                             |                                      |

## Historia
Su fundación o repoblación medieval pudo haberse llevado a cabo por una familia burgalesa denominada Los Augosines, ya que se menciona por primera vez la aldea en 1247 como Agosyni, siendo una población perteneciente al Sexmo de Santa Eulalia de la Comunidad de Ciudad y Tierra de Segovia. Dependió eclesialmente del arciprestazgo de San Medel, localidad situada entre los términos de Valseca y Bernuy de Porreros, hoy despoblado.
Fue la dedicación a la fabricación de carbón vegetal a base de madera de encina, principal actividad económica de Ahusín, lo que le dio el actual nombre a la población, de similar manera que el cercano pueblo de Liedos se trasformó en Carbonero de Liedos (hoy llamado Carbonero el Mayor).
La localidad de Carbonero de Ahusín se agregó al municipio de Armuña en 1972. Posteriormente, en 1980, se constituyó como Entidad Local Menor En el decreto 96/2000, de 4 de mayo de 2000 se le deniega a la localidad de Carbonero de Ahusín la petición de constituirse como nuevo e independiente municipio, trámite el cual fue iniciado por la corporación municipal del ayuntamiento de Armuña el 27 de septiembre de 1996.

## Geografía humana

### Demografía
| Gráfica de evolución demográfica de Carbonero de Ahusín entre 1842 y 1970 |
| |
| Población de derecho según los censos de población del INE Población de hecho según los censos de población del INEEn este censo se denominaba Carbonero de Ausin: 1842 Entre el censo de 1981 y el anterior, este municipio desaparece porque se integra en el municipio 40022 (Armuña) |

| 515           | 299 | 117 | 114 | 101 | 94 | 89 | 91 | 93 | 90 | 100 | 95 | 97 | 92 | 96 |
| (Fuente: INE) |     |     |     |     |    |    |    |    |    |     |    |    |    |    |

## Administración y política
Depende del Ayuntamiento de Armuña, pero cuenta con su propia alcaldía con cierto grado de autogestión al ser una entidad local menor desde 1980.En 2000 se denegó la petición del Ayuntamiento de Armuña para que se segregara retornando a ser un municipio independiente.
| Periodo   | Nombre                     | Partido |
| --------- | -------------------------- | ------- |
| 1991-1995 | Antonio Lázaro Centeno     | PP      |
| 1995-1999 | Antonio Lázaro Centeno     | PP      |
| 1999-2003 | Sotero Centeno Arribas     | PP      |
| 2003-2007 | Sotero Centeno Arribas     | PP      |
| 2007-2011 | Juan Francisco Martín Peña | PSOE    |
| 2011-2015 | María Raquel Sanz Sanz     | PP      |
| 2015-2019 | Sandra Ayuso Castro        | PSOE    |
| 2019-2023 | Sandra Ayuso Castro        | PSOE    |
| 2023-act. | Carlos Calvo López         | VOX     |

### Organización municipal
Como Entidad Local Menor, dispone de una Junta Vecinal regulada por la Ley de Régimen Local de 1998 de Castilla y León. Al frente de esta Junta Vecinal hay un alcalde pedáneo, elegido democráticamente por los carbonerenses. Este alcalde pedáneo nombra a un miembro de la Junta Vecinal, que se completa con el candidato de la segunda lista más votada.

## Cultura

### Patrimonio
- Iglesia parroquial románica de Santo Domingo de Guzmán. Cuenta con retablos barrocos, una colección de platería, una imagen del santo y una rueda de esquilas;
- Ermita Cristo del Amparo, con una talla homónima;
- Entorno natural de los 7 barrancos, en el barranco de la Fuente hay una zona arbolada con mesas;
- Apeadero de Ahusín, antigua estación de tren del clausurado ferrocarril Segovia-Medina del Campo, hoy situada en una zona de descanso del Camino Natural Vía Verde del valle del Eresma.[9][10]

### Fiestas
- Santa Águeda, el 5 de febrero;
- Santo Cristo del Amparo, el primer sábado de mayo, incluye una misa, una procesión y una tradicional subasta de los palos entre cánticos y bailes tradicionales;
- San Isidro, el 15 de mayo;
- Santo Domingo de Guzmán, el 8 de agosto. Incluyen una semana cultural la semana previa.[9][11]